# Bad Grund (Harz)
Bad Grund is een gemeente in de Duitse deelstaat Nedersaksen. De gemeente ligt in het westelijke deel van de Harz en maakt deel uit van het Landkreis Göttingen. 
Tot 1 november 2016 was de gemeente deel van Landkreis Osterode am Harz. Bad Grund (Harz) telt 8.184 inwoners.
Op 1 maart 2013 fuseerden de deelnemende gemeenten van de Samtgemeinde Bad Grund (Harz) tot de nieuwe eenheidsgemeente Bad Grund (Harz). Het stadsrecht van Bad Grund ging daarbij verloren.
- Gemeinsame Normdatei: 4094161-9
- Library of Congress Control Number: n2007078731
- MusicBrainz: 13af30a6-4952-4b3c-9a1c-2e13a3fd8a33
- Virtual International Authority File: 150774553
- WorldCat: E39PBJjmRkrkdKJTqhtphYCmh3

Adelebsen · 
Bad Grund · 
Bad Lauterberg im Harz · 
Bad Sachsa · 
Bilshausen · 
Bodensee · 
Bovenden · 
Bühren · 
Dransfeld · 
Duderstadt · 
Ebergötzen · 
Elbingerode · 
Friedland · 
Gieboldehausen · 
Gleichen · 
Göttingen · 
Hann. Münden · 
Harz (gemeentevrij gebied, Landkreis Göttingen) ·
Hattorf am Harz · 
Herzberg am Harz · 
Hörden am Harz · 
Jühnde · 
Krebeck · 
Landolfshausen · 
Niemetal · 
Obernfeld · 
Osterode am Harz · 
Rhumspringe · 
Rollshausen · 
Rosdorf · 
Rüdershausen · 
Scheden · 
Seeburg · 
Seulingen · 
Staufenberg · 
Waake · 
Walkenried · 
Wollbrandshausen · 
Wollershausen · 
Wulften am Harz